# Littleton (Illinois)
Littleton é uma vila localizada no estado americano de Illinois, no Condado de Schuyler.

## Demografia
Segundo o censo americano de 2000, a sua população era de 197 habitantes.
Em 2006, foi estimada uma população de 191, um decréscimo de 6 (-3.0%).

## Geografia
De acordo com o United States Census Bureau tem uma área de
3,0 km², dos quais 3,0 km² cobertos por terra e 0,0 km² cobertos por água.

## Localidades na vizinhança
O diagrama seguinte representa as localidades num raio de 24 km ao redor de Littleton.